# 土樽スキー場
土樽スキー場（つちたるスキーじょう）は、新潟県南魚沼郡湯沢町に存在したスキー場である。リフト1本の小規模なスキー場だが、旧コクド（現プリンスホテル）の経営するスキー場のひとつであった。

## 概要
1941年開業の歴史あるスキー場。日本国有鉄道（国鉄）が開いたスキー場で、1990年にコクドが経営を継承した。リフト1本とゲレンデ1コースのスキー場で、土地は町から無償貸与されていた。2005年時点で、町は土樽スキー場の経済波及効果を約3800万円と試算していた。
ピーク時は1シーズンに13000人の利用があったが、最終シーズンとなった2004年 - 2005年シーズンの利用者数は、湯沢町内にあった17のスキー場で最少となる2810人だった。採算が見込めないと判断されたため、2005年 - 2006年シーズンの営業を行うことなく閉鎖した。末期は土日祝日のみの営業であった。
道路から当スキー場へアクセスするには、上越線土樽駅構内を抜けていく必要があった。

## 施設
- リフト
ペアリフト1基

## アクセス
自動車
関越自動車道湯沢ICより約11km
鉄道
上越線土樽駅より徒歩約3分